# TERA (オンラインゲーム)
『TERA :The Exiled Realm of Arborea』（テラ - ジ エグザイルド レルム オブ アルボレア-）は、韓国のオンラインゲーム開発会社Kraftonが開発したMMORPG。日本のPC版ゲームは、ゲームオンが運営しており、同社のポータルサイトPmangまたはNHN PlayArtが運営するハンゲームからプレイできる。
2018年11月29日からEn Masse Entertainmentより日本でPlayStation 4版がサービスを開始。
日本国内では2022年4月20日をもってサービスを終了。「TERA」の開発終了に伴い、現在運用中の韓国、欧米におけるPC版のサービスも6月30日をもって終了した。

## 概要
開発には韓国のBluehole Studios社のリネージュIIを開発したスタッフらが手がけており、4年の期間と30億円を超える費用が投じられた。キャッチコピーは次世代MMORPG。開発当初のタイトル名は「Project S1」だった（2009年1月22日に現タイトルに変更）。ゲームエンジンにUnreal Engine 3が用いられており、美しい3Dグラフィックや攻撃の対象を指定しないノンターゲッティング戦闘方式（フリーターゲティング）が採用されたアクション性の高い操作方法などが特徴。日本以外に、韓国、アメリカ、イギリス、フランス、ドイツでも運営されていた。

## あらすじ
平和を願う神・アルンとシャラは、アルボレアに生命を吹き込んだことで、数多くの神々が生まれ、持ち前の力を生かして文明を築いたが、神々の戦争が長きに渡って続いたことで、神界の均衡が乱れた。戦争は一応の終結を迎えたが、神界の扉が閉ざされ、神界に戻れなくなった多くの神々は、本来の力を失い、地上で暮らさざるを得なくなった。そんな中、アルボレア北部の奥地を容赦なく破壊する謎の種族・アルゴンが現れる。そんなアルゴンを倒すべく、発足したのは数名の有志から成るヴァルキオン連合。激戦の末に、ヴァルキオン連合軍が勝利したが、アルゴンを完全に追放することは出来ず、膠着状態が続いた。ヴァルキオン連合は、強大な戦乱に備え、新たな希望を待ち続けるのだった。

## 沿革
- 2007年3月 - Bluehole Studioによる「TERA」の開発がスタート[15]。
- 2009年
  - 8月22日 - 韓国でのクローズドβテスト開始[16]。
  - 10月5日 - プレスリリースにて国内独占提供を発表[5]。
- 2010年11月11日 - ティザーサイトをオープン[17]。
- 2011年
  - 1月11日 - 韓国でのオープンβテスト開始[18]。
  - 1月25日 - 韓国での正式サービス開始[19]。
  - 1月28日 - 「LIVE SHOW TERA CHANNEL」サイトをオープン[20]。
  - 6月13日 - クローズドβテスト参加者募集開始[21]。
  - 7月1日～7月4日 - クローズドβテスト期間[22]。
  - 7月22日～31日 - 秋葉原地区でスターティングパッケージの先行無料配布を実施[23]。
  - 7月27日 - クライアントソフトの先行ダウンロードを開始[24]。
  - 7月29日 - 先行事前選択サービス登録権を同梱したプレミアムパッケージを発売[25]。
  - 7月29日～8月31日 - 「ゲオ」一部店舗においてスターティングパッケージの無料レンタルを実施[26]。
  - 7月30日 - ベルサール秋葉原でオフラインイベント「FINAL TERA DAY」開催[27]。
  - 7月31日 - 先行事前選択サービス開始[28]。
  - 8月2日 - 事前選択サービス開始[28]。
  - 8月7日 - テレビ東京の特別番組「超ド級!!超オモロ!!韓国エンタメのぞき見(秘)ツアー!!」にて「TERA」が紹介された[29]。
  - 8月8日～8月16日 - オープンβテスト期間[30]。
  - 8月18日 - 正式サービス開始[31]。
  - 9月14日 - 大型アップデート「破滅と滅亡の魔獣」実施[32]。
  - 10月19日 - 戦場システム、政治システムを導入したアップデート「統べる者、競う闘志」実施[33]。
  - 11月2日 - 無料体験サービス開始[34]。
  - 11月16日～12月14日 - カムバックキャンペーン開始[35]。
  - 11月22日 - 大型アップデート「進化」実施[36]。
  - 12月5日 - イベント「TERADEMY賞2011」を実施[37]。
  - 12月22日 - ウィンタープレミアムパッケージを発売[38]。
- 2014年3月12日 - 新クラス「ソウルリーパー」実装
  - 8月18日 - 運営会社がNHN PlayArtが運営するハンゲームからゲームオンが運営するPmangに。
  - 10月22日－「超絶Phase1.0」実装に伴いレベルキャップ開放でLv60→Lv65へ
- 2015年3月12日 - 新クラス「ヘビーガンナー」実装
  - 10月7日 - 新クラス「ファイター」実装
- 2016年3月9日 - 新クラス 「くノ一」実装
  - 10月12日 - クラス「ソーサラー」リニューアル
- 2017年2月1日 - クラス「ウォーリアー」リニューアル
  - 11月15日 - 新クラス「エリーンヘビーガンナー」実装
- 2018年3月7日 - 新クラス「ヒューマン男性ファイター」実装
  - 4月11日 - 一部クラス「覚醒」実装
  - 10月10日 - 4月11日に実装されなかった残り6クラス「覚醒」実装+UIリニューアル
  - 11月7日 - クラス「エリーンファイター」実装
  - 11月8日 - En Masse EntertainmentがPS4版オープンβテストを実施。
  - 11月15日 - PS4版「ファウンダーパック」購入者向けの先行プレイ開始
  - 11月29日 - PS4版正式サービス開始
- 2019年3月27日－「謎の浮遊要塞」実装に伴いレベルキャップ開放でLv65→Lv70へ（PC）
  - 5月29日 -クラス「ポポリファイター」実装（PC）
  - 10月9日 -「空島　エクソドール」(UPDATE86.05)実装（PC）
- 2020年2月12日 -クラス「エリーンムーグレイバー」実装（PC）
  - 8月5日 -「Remaster」（UPDATE97.03)と題した大規模アップデートでクライアントが32ビットから64ビット化される（PC）
- 2022年1月19日 - サービスの終了を発表[6]
  - 4月20日 - 同日8時30分をもってサービスを終了。Bluehole Studioより「TERA」の開発終了と、それに伴う現在運用中の韓国、欧米におけるサービスの終了を各運営公式サイトを通じて告知[7][8]
  - 6月30日 - 韓国、欧米でのサービスを終了。

## 種族
- ヒューマン
- キャスタニック
- アーマン
- ハイエルフ
- ポポリ
- エリーン
- バラカ

## クラス
- ウォーリアー
- ランサー
- バーサーカー
- スレイヤー
- アーチャー
- ソーサラー
- プリースト
- エレメンタリスト
- ソウルリーパー
- くノ一
- ファイター
- ガンナー
- ムーングレイバー

## 登場キャラクター

### ノンプレイヤーキャラクター
エルリオン・クベル
日本語版声優 - 山寺宏一
ヴェリック
日本語版声優 - 水樹奈々
サマエル・クランウッド
日本語版声優 - 若本規夫
フレイア・ローヘン
日本語版声優 - 小松由佳
グレアム・ヘインツ
日本語版声優 - 稲田徹
シャネーラ
日本語版声優 - 甲斐田裕子
ミステル
日本語版声優 - 久川綾
但しPC版の声優陣

## RMT問題
サービス開始当初からRMT業者によるチャット上での迷惑行為等が行われていたが、不正行為者への対応結果をホームページに掲載したり、2011年9月14日に行われたアップデートでのチャット機能の制限を導入するなど運営側によって抑制に努めている。

## サーバー一覧
サーバーごとの主な違いとしては、プレイヤーキラー行為が可能なサーバーとできないサーバーに分かれる。
| サーバー名                                 | 稼働開始日                                   | PKの可否 |
| ------------------------------------------ | -------------------------------------------- | -------- |
| アルン                                     | 2011年7月31日 (先行事前選択)                 | 不可     |
| シャラ                                     | 2011年7月31日 (先行事前選択)                 | 可能     |
| ヴェリック                                 | 2011年7月31日 (先行事前選択)                 | 不可     |
| カイア（シャラへ統合）                     | 2011年7月31日 (先行事前選択)                 | 可能     |
| エリーヌ                                   | 2011年7月31日 (先行事前選択)                 | 不可     |
| セレン                                     | 2011年8月2日 (事前選択)                      | 不可     |
| ミステル                                   | 2011年8月3日 (事前選択)                      | 不可     |
| バルダー                                   | 2011年8月8日                                 | 不可     |
| ジュラス                                   | 2011年8月8日                                 | 不可     |
| キリアン（シャラへ統合）                   | 2011年8月8日                                 | 可能     |
| ユリアン(新設）                            | 2013年                                       | 不可     |
| クラシック(通常化によりヴェリック名称変更) | クラシック2018年8月8日 ヴェリック同年9月27日 | 不可     |

2012年以降、サーバー統合が行われ、シャラ・ヴェリック・エリーヌ・ユリアンの4つである。PK可能なサーバーはシャラへ統合されている。なお、ユリアンは基本利用無料化にともない新設されたサーバーである。
また、2018年8月8日にクラシックサーバーとして一部制限付きで新サーバーが開始されたが、9月27日の通常サーバー化により名称をクラシックサーバーからヴェリックサーバーに変更した。
2019年現在、PK可能サーバーは存在しない。